# Валук
Валук је био владар словенске кнежевине Карантаније.

## Биографија
Након аварског неуспелог покушаја опсаде Цариграда 626. године, они су се окренули на запад и напали словенску територију. Словени су уједињени под вођством Валука, који је закључио савез са Самом вођом словенске конфедерације Срба, Мораваца и Чеха, како би се заједнички заштититили од аварских напада. Валук је, могуће, био први словенски владар Карантаније.
Његова престоница била је смештен у месту Карнбург, недалеко од савременог града Клагенфурт у Аустрији.